# A Imprensa (1919)
A Imprensa foi um periódico publicado em 1919  pelas empresas dos jornais A Capital, Diário de Notícias, Época, Jornal do Comércio, Jornal da Tarde, Luta, Manhã, Mundo, Opinião, Portugal, República, Século, Vanguarda e Vitória. Estão ligados à autoria deste periódico os nomes de António Maria Lopes, Augusto de Castro, Manuel Guimarães, Hermano Neves e João Pereira da Rosa.